# Sziget Fesztivál 1997
1997. augusztus 14. és 20. között ötödik alkalommal került megrendezésre a Sziget Fesztivál.

## Fontosabb külföldi fellépők
Augusztus 14.
- David Bowie

Augusztus 15.
- Chumbawamba
- Motörhead
- Dritte Wahl

Augusztus 16.
- Galliano
- Toy Dolls

Augusztus 17.
- New Model Army
- Faith No More

Augusztus 18.
- Fluke
- The Prodigy

Augusztus 19.
- Deus
- Pyogenesis
- The Descendents
- Rollins Band

Augusztus 20.
- The Cardigans
- Foo Fighters